# 沔阳专区
沔阳专区，中华人民共和国湖北省已撤销的专区，在今湖北省南部。1949年设置，专员公署驻沔阳县（今仙桃市）。辖沔阳、汉阳、监利、石首、汉川、嘉鱼、蒲圻7县及新堤市军事委员会。
1950年，撤销新堤市军事委员会，改设新堤镇，划归沔阳县。
1951年，撤销沔阳专区，将沔阳、监利、石首3县划归荆州专区；汉川、汉阳2县划归孝感专区；嘉鱼、蒲圻2县划归大冶专区。